# PBA Defensive Player of the Year
Il PBA Defensive Player of the Year assegnato dalla Philippine Basketball Association (PBA) è un riconoscimento annuale conferito dal 1993 al miglior giocatore difensivo della stagione. A differenza dei premi tradizionali, assegnati dalla lega, questo riconoscimento è conferito dal PBA Press Corps, il corpo giornalistico accreditato alla lega.
Dalla sua istituzione, il premio è stato assegnato a 20 giocatori. L'ultimo vincitore, ed attuale detentore del premio è Cliff Hodge dei Meralco Bolts, che lo ha vinto al termine della stagione 2023-2024.

## Vincitori
|                | Giocatore attivo nella PBA                                                |
|                | Giocatore incluso nella PBA Hall of Fame                                  |
| Giocatore (n.) | Numero di volte che il giocatore ha vinto in premio.                      |
| Squadra (n.)   | Indica il numero di volte in cui un giocatore di questa squadra ha vinto. |

| Stagione  | Giocatore          | Posizione                     | Nazione nascita | Squadra                   | Note  |
| --------- | ------------------ | ----------------------------- | --------------- | ------------------------- | ----- |
| 1993      | Alvin Teng         | Centro / Ala grande           | Filippine       | S. Miguel Beermen         |       |
| 1994      | Jerry Codiñera     | Centro                        | Filippine       | Magnolia Hotshots         |       |
| 1995      | Art dela Cruz      | Ala grande                    | Filippine       | S. Miguel Beermen (2)     |       |
| 1996      | Marlou Aquino      | Centro                        | Filippine       | Ginebra San Miguel        |       |
| 1997      | Freddie Abuda      | Ala grande                    | Filippine       | S. Miguel Beermen (3)     |       |
| 1998      | Chris Jackson      | Ala grande                    | Stati Uniti     | Shell Turbo Chargers      |       |
| 1999      | Chris Jackson (2)  | Ala grande                    | Stati Uniti     | Shell Turbo Chargers (2)  |       |
| 2000      | Freddie Abuda (2)  | Ala grande                    | Filippine       | S. Miguel Beermen (4)     |       |
| 2001      | Chris Jackson (3)  | Ala grande                    | Stati Uniti     | Shell Turbo Chargers (3)  |       |
| 2002      | Davonn Harp        | Centro                        | Stati Uniti     | Barako Boosters           |       |
| 2003      | Rudy Hatfield      | Ala grande / Ala piccola      | Filippine       | Coca-Cola Tigers          |       |
| 2004-2005 | Dennis Espino      | Centro / Ala grande           | Filippine       | S. Lucia Realtors         |       |
| 2005-2006 | Marc Pingris       | Ala grande                    | Filippine       | Magnolia Hotshots (2)     |       |
| 2006-2007 | Wynne Arboleda     | Playmaker                     | Filippine       | Air21 Express             |       |
| 2007-2008 | Arwind Santos      | Ala piccola / Ala grande      | Filippine       | Air21 Express (2)         |       |
| 2008-2009 | Wynne Arboleda (2) | Playmaker                     | Filippine       | Air21 Express (3)         |       |
| 2009-2010 | Gabe Norwood       | Ala piccola                   | Stati Uniti     | Rain or Shine             |       |
| 2010-2011 | Arwind Santos (2)  | Ala piccola / Ala grande      | Filippine       | S. Miguel Beermen (5)     |       |
| 2011-2012 | Jireh Ibañes       | Ala piccola                   | Filippine       | Rain or Shine (2)         |       |
| 2012-2013 | Marc Pingris (2)   | Ala grande                    | Filippine       | Magnolia Hotshots (3)     |       |
| 2013-2014 | Marc Pingris (3)   | Ala grande                    | Filippine       | Magnolia Hotshots (4)     |       |
| 2014-2015 | June Mar Fajardo   | Centro                        | Filippine       | S. Miguel Beermen (6)     |       |
| 2015-2016 | Chris Ross^        | Playmaker / Guardia tiratrice | Filippine       | S. Miguel Beermen (7)     |       |
| 2016-2017 | Chris Ross (2)     | Playmaker / Guardia tiratrice | Filippine       | S. Miguel Beermen (8)     |       |
| 2017-2018 | Poy Erram          | Centro                        | Filippine       | Blackwater Elite          | [ 2 ] |
| 2019      | Sean Anthony       | Ala grande                    | Filippine       | NorthPort Batang Pier     |       |
| 2020      | Justin Chua        | Centro                        | Filippine       | Phoenix F. Masters        |       |
| 2021      | Arwind Santos (3)  | Ala grande                    | Filippine       | NorthPort Batang Pier (2) | [ 4 ] |
| 2022-2023 | Jio Jalalon        | Playmaker                     | Filippine       | Magnolia Hotshots (5)     |       |
| 2023-2024 | Cliff Hodge        | Ala grande                    | Stati Uniti     | Meralco Bolts             | [ 5 ] |